# Videkić Selo
Videkić Selo – wieś w Chorwacji, w żupanii karlowackiej, w mieście Slunj. W 2011 roku liczyła 21 mieszkańców.